# James Brown
James Brown (født James Joseph Brown, Jr. 3. maj 1933 i Barnwell, South Carolina, død 25. december 2006 i Atlanta, Georgia) var en amerikansk musiker, anerkendt som en af de mest indflydelsesrige personer i det 20. århundredes musik. Som en karismatisk sanger, sangskriver, orkesterleder og pladeproducent har Brown haft en meget stor andel i udviklingen af gospel og rhythm and blues til soul og funk. Han har også påvirket utallige andre genrer inklusiv rock, jazz, reggae, disco, dance, elektronisk musik og hiphop-musik.
Han var på toppen fra midten af 1960'erne frem til de tidlige 1970'ere, med sin helt egen formel på svedig, dansabel funk og et live-show der var uden sidestykke.
Fra midten af halvfjerdserne faldt han mellem to stole; han var for rå til disco-publikummet og for ordinær til Parliament/Funkadelic-folket. James Brown forsøgte nu at følge trends, hvor han før havde skabt dem.
I 1980'erne oplevede James Brown dog en stor respekt fra den yngre generation af musikere, som ivrigt fodrede deres samplere med hans grooves. Han medvirkede i filmen 'Blues Brothers' i 1980 og i 'Rocky IV' (1986) med sangen 'Living in America', som blev Browns største pophit siden 'Say It loud, I'm Black I'm Proud' i 1968. Desuden bøjede rap-gruppen Full Force og rapperen Afrika Bambaataa sig i støvet for mesteren og inviterede ham til at indspille med dem.
Brown var en benhård arbejdsgiver. I sin storhedstid kunne han finde på at give sine musikere bøder, hvis de spillede forkert eller ikke havde pudset deres sko godt nok.
Et af James Browns store hits, 'Sex Machine', blev til spontant i omklædningsrummet lige før en koncert. Nummeret var en omformning af et tidligere hit, 'Give it up or turn it aloose'.
Hans manager spredte på et tidspunkt rygter om at Brown skulle gennemgå en kønsskifteoperation, så han kunne gifte sig med sin sanger Bobby Byrd.
I alt nåede James Brown at udgive over halvfjerds plader. Det er dog værd at bemærke, at en væsentlig del af materialet var alternative versioner af tidligere hits.
Blandt James Browns mange øgenavne er 'JB', 'Godfather of Soul', 'Soulbrother No. 1', 'Mister Dynamite' og 'Hardest Working Man in Show Business' de mest udbredte.
I 2005 medvirkede James Brown på et nummer på Black Eyed Peas-albummet 'Monkey Business'.
James Brown døde af lungebetændelse.
James Brown var gift fire gange, og var kendt under adskillige tilnavne, hvoraf det mest berømte nok er Godfather of Soul ("Soulmusikkens gudfar").

## Diskografi
- 1959 Try Me!
- 1959 Please Please Please
- 1960 Think
- 1961 James Browns Presents His Band
- 1961 The Amazing James Brown
- 1961 Night Train
- 1962 Shout & Shimmy
- 1962 Tours the U.S.A.
- 1962 Jump Around
- 1963 Live at the Apollo (1963)
- 1963 Prisoner of Love
- 1964 Pure Dynamite! Live at the Royal
- 1964 Showtime
- 1964 Out of Sight
- 1964 Grits & Soul
- 1965 Papa's Got a Brand New Bag
- 1965 James Brown Plays James Brown
- 1965 Papa's Got a Brand New Bag
- 1966 I Got You (I Feel Good)
- 1966 James Brown Plays New Breed
- 1966 It's a Man's Man's Man's World
- 1966 Handful of Soul
- 1966 Mighty Instrumentals
- 1966 James Brown Sings Christmas Songs
- 1967 Sings Raw Soul
- 1967 Live at the Garden
- 1967 James Brown Plays the Real Thing
- 1967 Cold Sweat
- 1968 I Can't Stand Myself When You Touch Me
- 1968 I Got the Feelin'
- 1968 James Brown Plays Nothing But Soul
- 1968 Live at the Apollo (1968)
- 1968 James Brown Sings out of Sight
- 1968 James Brown Presents His Show of Tomorrow
- 1968 Soul Party
- 1968 A Soulful Christmas
- 1968 A Thinking About Little Willie
- 1969 Say It Loud, I'm Black and I'm Proud
- 1969 Gettin' Down to It
- 1969 It's a Mother
- 1969 The Popcorn
- 1969 Plays Rhythm & Blues
- 1969 Excitement
- 1970 Ain't It Funky
- 1970 Soul on Top
- 1970 It's a New Day -- So Let a Man Come In
- 1970 Sex Machine (live)
- 1970 Hey America
- 1971 She Is Funky Down Here
- 1971 Hot Pants
- 1971 Revolution of the Mind (live)
- 1971 Super Bad (live)
- 1971 Soul Brother No. 1
- 1972 There It Is
- 1972 Get on the Good Foot
- 1973 Black Caesar
- 1973 Slaughter's Big Rip-Off
- 1973 The Payback
- 1974 Hell
- 1974 Reality
- 1975 Sex Machine Today
- 1975 Everybody's Doin' the Hustle
- 1976 Get up Offa That Thing (1976)
- 1976 Bodyheat
- 1976 Hot
- 1977 Mutha's Nature
- 1977 Strangers
- 1978 Jam/1980's
- 1978 Take a Look at Those Cakes
- 1979 The Original Disco Man
- 1979 Mister Dynamite
- 1980 People
- 1980 Hot on the One (live)
- 1980 Soul Syndrome
- 1981 Nonstop!
- 1981 The Third Coming
- 1981 Live in New York
- 1981 Special
- 1982 Mean on the Scene (live)
- 1983 Bring It On!
- 1985 Live in Concert
- 1986 Gravity
- 1988 I'm Real
- 1991 Love Over-Due
- 1992 Universal James
- 1995 Live at the Apollo 1995
- 1998 I'm Back
- 1999 The Merry Christmas Album
- 2001 Get up Offa That Thing (2001) (live)
- 2002 Super Bad – Live
- 2002 Startime Live
- 2002 In Concert (live)

## Ekstern henvisning
- Officiel hjemmeside (kun på engelsk)